# David Santillana
David Santillana (Tunisi, 9 maggio 1855 – Roma, 12 marzo 1931) è stato un giurista italiano.

## Biografia
Figlio primogenito di Moses e di Nunes Martinez, la famiglia paterna, di lontana origine iberica e discendente dalla comunità sefardita livornese, era stanziata da più generazioni in Tunisia. Fu uno dei massimi studiosi di diritto islamico, specialmente della scuola giuridica malikita e sciafeita. Nel 1899 elaborò con successo un Avant-projet per un futuro codice civile e commerciale tunisino, che poi (malgrado la sua origine ebraica) servì nel 1906 alla effettiva stesura di quest'ultimo. Suo figlio era lo storico Giorgio De Santillana.
Così come Ignazio Guidi nell'anno accademico 1908-1909, e Carlo Alfonso Nallino e Gerardo Meloni nell'A.A. 1909-1910, tenne corsi (in lingua araba) di diritto islamico, specialmente di orientamento malikita e sciafeita, nonché di Storia della filosofia greca nell'Università Egiziana del Cairo (all'epoca "Università khediviale del Cairo").
Nel 1913 venne nominato professore della neonata cattedra di Diritto musulmano, all'Università di Roma.
Con Ignazio Guidi curò la traduzione dall'arabo del Mukhtaṣar (Compendio) del malikita Khalil ibn Ishaq Al Jundi e scrisse i due volumi delle Istituzioni di diritto malikita, con riferimento anche al sistema sciafiita, editi dall'Istituto per l'Oriente di Roma nel 1926.
Nel 1920 fu nominato Socio corrispondente dell'Accademia Nazionale dei Lincei.
Tra i suoi allievi va ricordato Antonio d'Emilia, maestro a sua volta di Francesco Castro; suo figlio Giorgio fu docente di Storia della scienza nel Massachusetts Institute of Technology di Cambridge (Massachusetts, USA).
La sua attività non fu solo accademica, dal momento che esercitò con successo l'avvocatura, sia in Italia, sia nel Regno Unito.